# Ardisia nigrovirens
Ardisia nigrovirens es una especie de planta de flor en la familia Myrsinaceae. 
Es endémica del Perú. Está amenazada por pérdida de hábitat.

## Fuente
- World Conservation Monitoring Centre 1998.  Ardisia nigrovirens.   2006 IUCN Lista Roja de Especies Amenazadas; bajado 20 de agosto de 2007